# Strukturna izomerija
U kemiji, strukturni izomer (ili konstitucionalni izomer u IUPAC nomenklaturi) spoja je drugi spoj čija molekula ima isti broj atoma svakog elementa, ali s različitim slijedom vezivanja atoma odnosno različitom konektivnošću. Ranije se za isti koncept koristio izraz metamer.
Na primjer, butanol H3C−(CH2)3−OH, metil-propil-eter H3C−(CH2)2−O−CH3 i dietil-eter (H3CCH2)2O imaju istu molekulsku formulu C4H10O, ali su tri različita strukturna izomera.
Koncept se također primjenjuje na poliatomske ione s istim ukupnim nabojem. Klasičan primjer je cijanatni ion (O=C=N−) i fulminatni ion (C−≡N+−O−). Također je proširen na ionske spojeve, tako da se (na primjer) amonijev cijanat [NH4]+[O=C=N]− i urea (H2N)2C=O smatraju strukturnim izomerima,  kao i metilamonijev format [H3CNH3]+[HCO2]− i amonijev acetat [NH4]+[H3CCO2]−.
Strukturna izomerija je najradikalniji tip izomerije. Suprotstavlja se stereoizomeriji, u kojoj su atomi i shema vezivanja isti, ali je samo relativni prostorni raspored atoma drugačiji. Primjeri potonjih su enantiomeri, čije su molekule zrcalne slike jedna druge, te cis- i trans- inačice but-2-ena.
Među strukturnim izomerima, može se razlikovati nekoliko klasa uključujući skeletne izomere, položajne izomere (ili regioizomere), funkcionalne izomere, tautomere i strukturne izotopomere.

## Skeletni izomeri
Skeletni izomer spoja je strukturni izomer koji se od njega razlikuje po atomima i vezama za koje se smatra da čine "kostur" molekule. Za organske spojeve, kao što su alkani, to obično znači ugljikove atome i veze između njih.
Na primjer, postoje tri skeletna izomera pentana: n-pentan (često nazivan jednostavno "pentan"), izopentan (2-metilbutan) i neopentan (2,2-dimetilpropan).
Ako je kostur aciklički, kao u gornjem primjeru, može se koristiti termin lančana izomerija.

## Položajni izomeri (regioizomeri)
Položajni izomeri (također regioizomeri) su strukturni izomeri za koje se može smatrati da se razlikuju samo po položaju funkcijske skupine, supstituenta ili neke druge značajke na istoj "roditeljskoj" strukturi.
Na primjer, zamjena jednog od 10 atoma vodika –H hidroksilnom skupinom –OH ili atomom broma na matičnoj molekuli n-butana može dati dva različita položajna izomera:
Drugi primjer regioizomera su α-linolenska i γ-linolenska kiselina, obje oktadekatrienske kiseline, od kojih svaka ima tri dvostruke veze, ali na različitim položajima duž lanca.

## Funkcijski izomeri
Funkcijski izomeri su strukturni izomeri koji imaju različite funkcijske skupine, što rezultira značajno različitim kemijskim i fizikalnim svojstvima, ali kao i svi izomeri imaju jednak broj atoma.
Na primjer, funckijska izomerija acetona i propanala:
Također vidimo primjer ove izomerija i kod etanola i dimetil-etera.